# Sant Cristòfol
Sant Cristòfol – miejscowość w Hiszpanii, w Katalonii, w prowincji Girona, w comarce Gironès, w gminie Llambilles.
Według danych INE z 2005 roku miejscowość zamieszkiwało 105 osób.